# Ханюг (деревня)
 Ханюг  — деревня в Лузском муниципальном округе Кировской области.

## География
Расположена на расстоянии примерно 9 км на север по прямой от города Луза на левобережье реки Ханюг.

## История
Известна с 1891 года, в 1926 году дворов 10 и жителей 44, в 1950 15 и 57, в 1989 27 жителей. С 2012 по 2020 год находилась в составе Лальского городского поселения.

## Население
| 2010 |
| ---- |
| 0    |

## Инфраструктура
Личное подсобное хозяйство с зоной сельскохозяйственного использования, индивидуальная застройка усадебного типа.

## Транспорт
Просёлочные дороги.